# 索尼中心
索尼中心（德語：Sony Center）是德国柏林波茨坦广场的建筑物。

## 历史
由美国著名地产开发商铁狮门于2000年开发完成。这里在二战前曾是繁华的市中心，战后荒废多年，两德统一后重新开发。由赫爾穆特·揚（Helmut Jahn）设计，造价 7.5億歐元（€），2008年2月索尼公司以低于6億歐元的价格出售給摩根士丹利等
。
索尼中心包含商店、餐厅、会议中心、酒店客房、豪华套房和公寓、办公室、艺术和电影博物馆、电影院、IMAX剧场、一个小版本的LEGO land和“索尼风格”商店。免费Wi-Fi连接可供所有游客使用。在2006年世界杯足球赛期间，该中心还设置了大型电视屏幕，为坐在中部大开放空间的观众播放比赛。 
索尼中心位于柏林波茨坦广场火车站附近，步行轻易可达。附近有大型购物中心、无数的酒店、铁路塔、以及欧洲最快的办公楼电梯。

## 图集

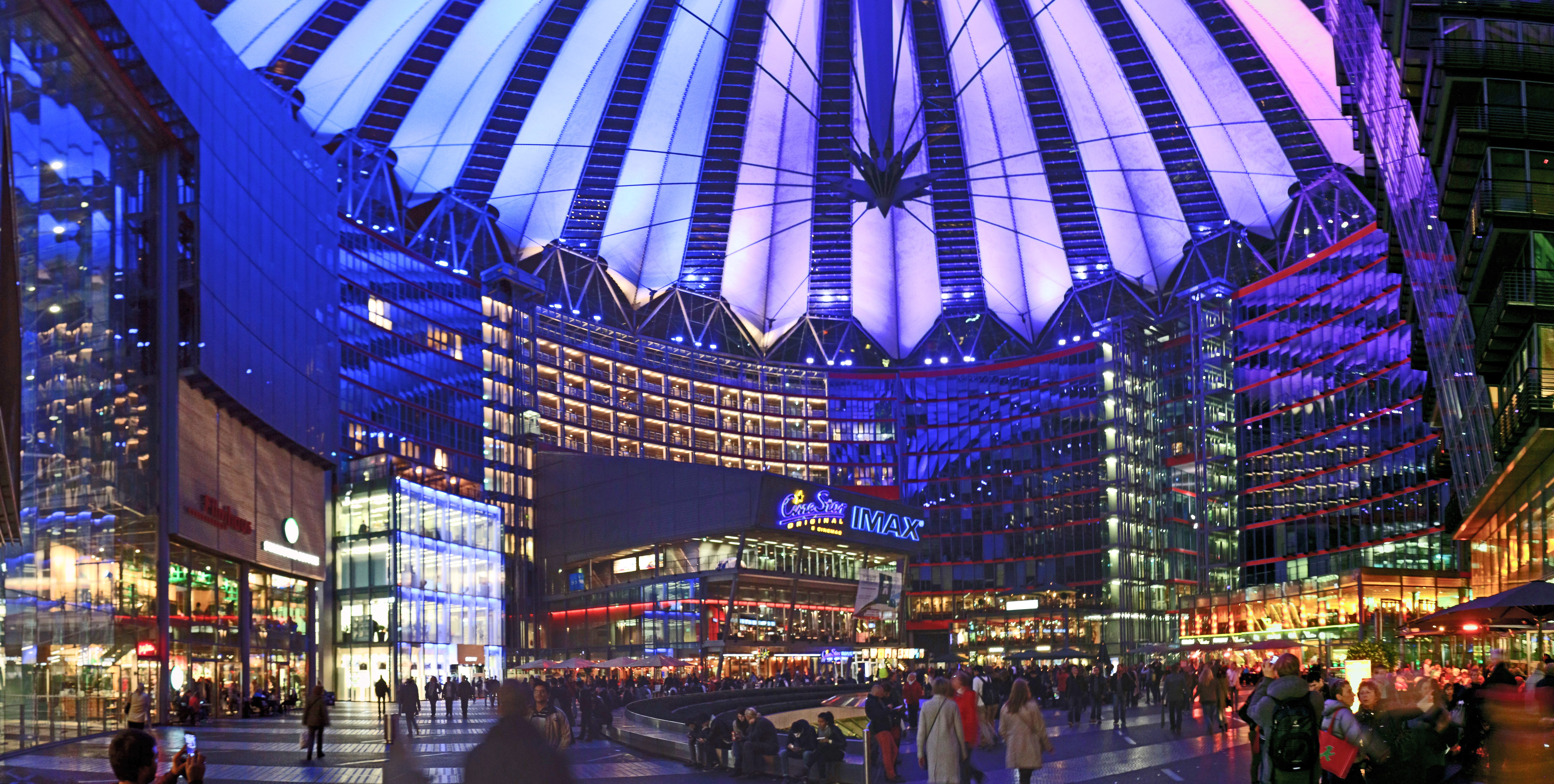
中央广场
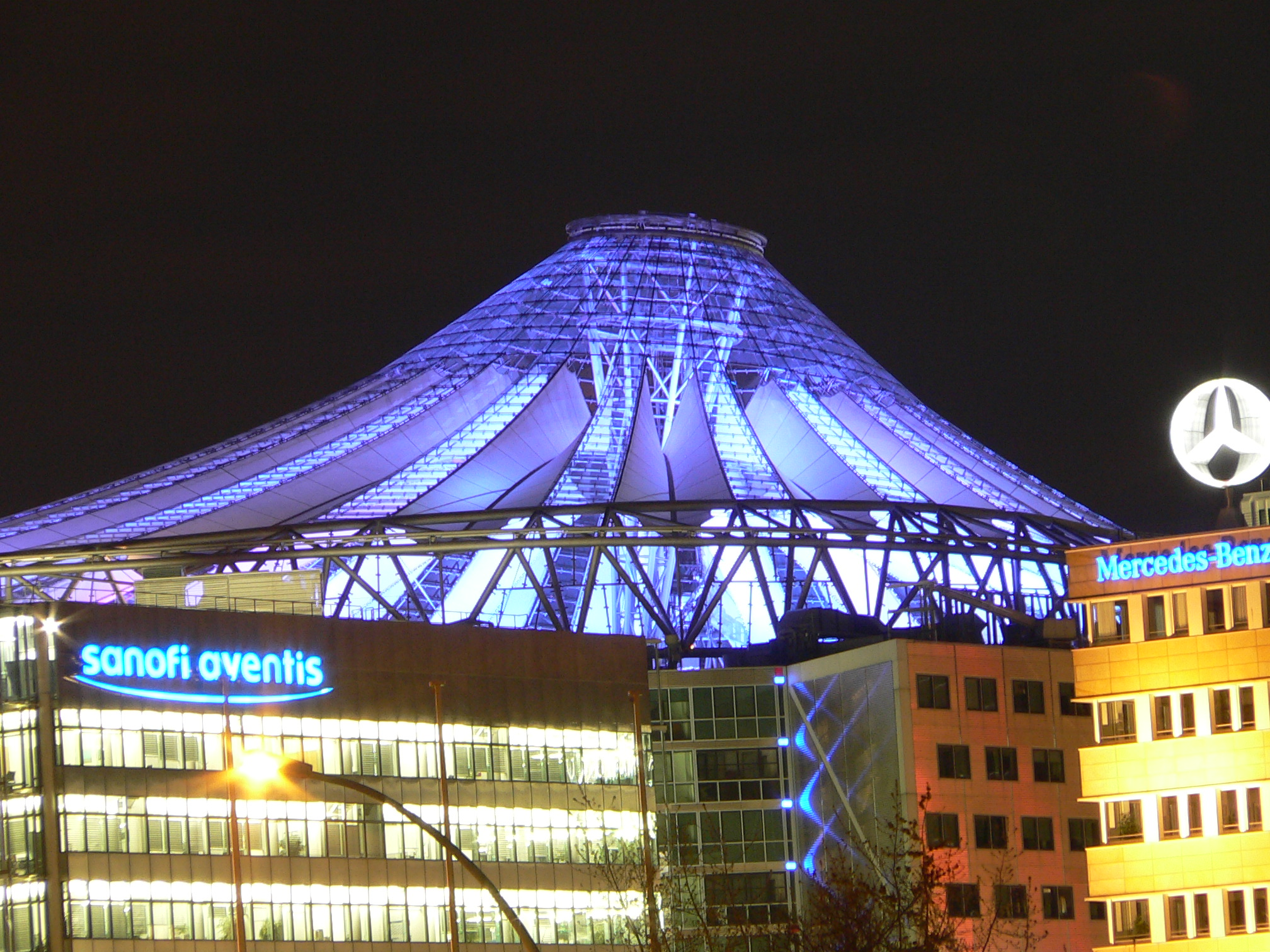
外景
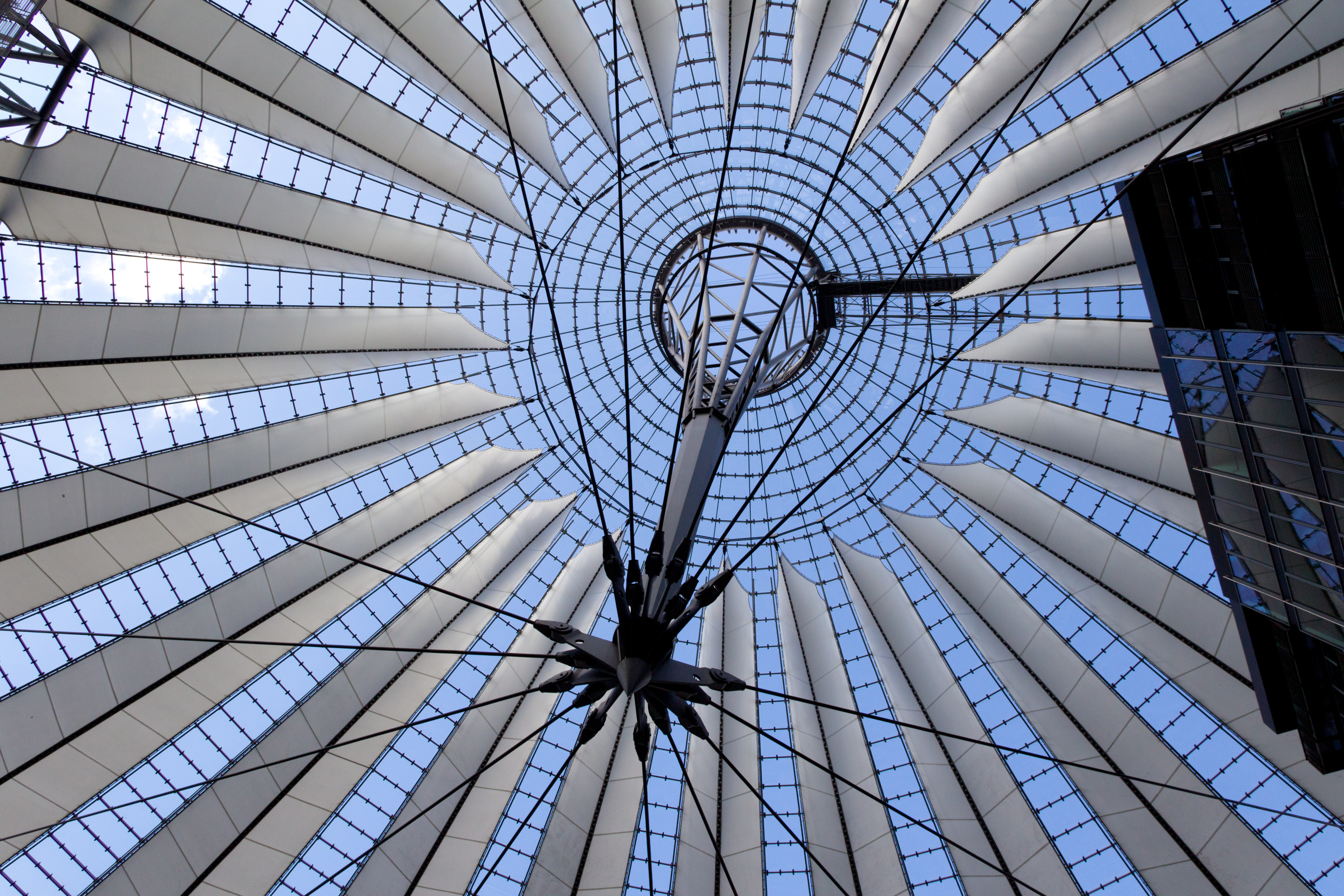
玻璃穹顶